# 방교중학교
방교중학교(防橋中學校)는 대한민국 경기도 화성시 송동에 있는 공립 중학교이다.

## 학교 연혁
- 2016년 9월 1일 : 초대 최종철 교장 취임
- 2016년 9월 1일 : 개교
- 2017년 2월 10일 : 제1회 졸업장 수여식(7명)
- 2017년 3월 2일 : 신입생 115명 입학
- 2022년 3월 1일 : 제3대 이훈술 교장 취임
- 2022년 3월 1일 : 혁신학교 지정
- 2023년 3월 1일 : 인공지능 교육 선도학교 지정
- 2023년 5월 8일 : 발명교육 선도학교 지정
- 2024년 1월 5일 : 제8회 졸업장 수여식(317명)
- 2024년 3월 4일 : 제8회 입학식(408명)

## 참고 자료
- 방교중학교 - 한국교육학술정보원 학교알리미